# Herbin Hoyos
Herbin Hoyos Medina (Saladoblanco, Huila, 13 de septiembre de 1967 - Bogotá, 23 de febrero de 2021) fue un periodista, corresponsal de guerra y activista colombiano, reconocido por ser líder de la organización Voces del secuestro desde 1994 hasta 2018.

## Biografía

### Carrera
Herbin Hoyos nació en Saladoblanco, Huila, desde su infancia compartió la amistad con el periodista Melquisedec Torres. Estudió periodismo con énfasis en conflictos de guerra en la Universidad Complutense de Madrid. Su carrera empezó en Caracol Radio con el programa Voces del Secuestro, luego fue director de los programas Colombia Universal y Amanecer en América junto a Alberto León. Se inspiró en su propia experiencia de haber sido secuestrado por las FARC-EP durante 17 días en 1994. Fue corresponsal de guerra que cubrían en las guerras civiles de Líbano, Angola, Sierra Leona, Ruanda, Libia y Siria, así como la primera y la segunda guerra chechena, los conflictos yugoslavos e iraquíes
En 2008 recibió el Premio Ondas. Exiliado en octubre de 2009 por amenazas de muerte, continuó con su programa utilizando los estudios de Cadena SER, en Madrid (España). Desde el comienzo del programa hasta su cierre en 2018, Herbin Hoyos se dedicó a denunciar la violación de los derechos humanos de víctimas secuestradas por las FARC-EP y otros grupos armados.

### Fallecimiento
Hoyos murió el 23 de febrero del 2021 después de estar ingresado en clínica Shaio en Bogotá desde el 19 de enero por presentar problemas respiratorios asociados al COVID-19.
Después de su muerte fue elogiado por distintas figuras políticas que enaltecieron su nombre y según ellos, su lucha por la verdad en temas del conflicto armado gracias a su programa Las voces del secuestro. Entre quienes lo elogiaron se encuentra el presidente Iván Duque, quien manifestó: "Duele la muerte de nuestro amigo, el periodista Herbin Hoyos. Luchador incansable por la libertad y valiente denunciante de atrocidades del terrorismo. Su legado en contra del secuestro estará vivo para siempre. Gran periodista; extraordinario ser humano. Acompañamos a su familia".

## Controversias

### Fecode
En el 2020, Herbin Hoyos tuvo una denuncia pública por parte de la Federación Colombiana de Educadores (FECODE), cuando mencionó testimonio de víctimas de la guerrilla "que dan cuenta que fueron reclutados cuando eran niños por los profesores en sus salones de clase de sus escuelas y tramitado su envío a las filas guerrilleras por parte de Fecode".

### Iván Cepeda
Con frecuencia, jueces de la república le han ordenado a Herbin Hoyos retractarse por haber incurrido en el delito de calumnia. Algunas de sus retractaciones más conocidas se han debido a sus supuestas falsas declaraciones contra el senador Iván Cepeda y contra la Comisión Colombiana de Juristas.

### Participación en el esquema piramidal Ponzi de divisas
En octubre de 2008, Herbin Hoyos se asoció con la empresa panameña Finanzas Forex para abrir un fondo para recaudar dinero para los secuestrados. El dinero supuestamente se invertiría en los mercados de divisas, y las ganancias se destinarían a los secuestrados para ayudarlos a obtener seguridad financiera una vez que fueran liberados. En ese momento, las Comisiones de Valores de Panamá y España ya habían emitido advertencias de que Finanzas Forex no tenía licencia para tomar depósitos ni para comerciar en mercados financieros. Finanzas Forex finalmente colapsó cuando los bancos dejaron de aceptar transferencias de dinero a sus cuentas bajo sospecha de actividades ilegales. En marzo de 2011, su fundador, Germán Cardona Soler, fue detenido en España acusado de blanqueo de capitales y de operar un esquema Ponzi que defraudaba al menos a 100.000 personas en Europa, Estados Unidos y Sudamérica, incluidas las personas que habían contribuido al fondo de los secuestrados.